# 大黒山
大黒山（だいこくさん）は、中華人民共和国遼寧省大連市金州区にある山で、海抜663メートルである。遼東半島南部の最高峰で、大連市民のいこいの場である。

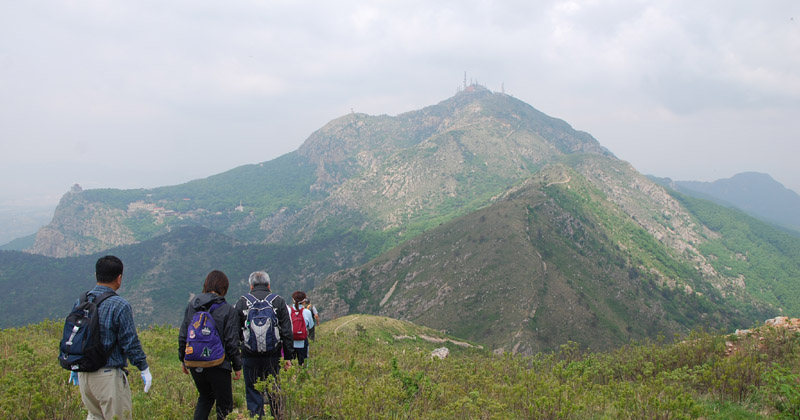
大黒山の南嶺から北へ、山頂を望む（左から右へ、点将台・卑沙城・山頂・北嶺）

## 概要
大黒山は遼寧省大連市金州区にある山で、海抜663メートルで、金州区の町の東、開発区のすぐ北に位置し、頂上からは
- 東は金石灘方面と黄海
- 西に金州区の町と渤海
- 南に開発区の町と大連湾
- 北に小黒山方面と中国東北部の大地

を望み、晴れていればすばらしい眺めが楽しめる。
遼南（遼東半島南部）の最高峰で、大連市民のいこいの場である。

### 地理
遼寧省の東北から南西に向かって走る千山山脈の最南端に当たるが、この山脈からは離れていて、独立山塊になっている。岩山が深く浸食されてできた崖が多い。
山塊の西側に清水が湧き出す場所が3か所くらいあり、市民が自由に採水したり、専門的に採って「大黒山鉱泉水」として売り出したり、また響水観の瑶琴洞には、一年365日常時湧水が絶えない洞窟がある。
参照：鞍山市の千山

### 植物
柏などの広葉樹もあるが、ほぼ松などの針葉樹である。5月にはあちこちで野生のライラック（中国語名：丁香）が咲き、いい香りをただよわせ、5月から6月にかけてニセアカシアが咲き、7月にはユスラウメが採れる谷がある。

### 動物
動物はあまり見かけないが、5月にはカッコウが鳴き、キジも鳴き、秋にはキジが飛び交うのが見られる。

## 歴史
いま大黒山と呼ぶところに、高句麗が卑沙城を築いたといわれている。隋の煬帝は（隋の高句麗遠征）で部下を派遣して卑沙城を奪った。唐の初期、太宗李世民は自ら高句麗へ遠征（唐の高句麗出兵）し、645年（貞観19年）にここ大黒山の卑沙城を奪い、修復して、その城壁が大黒山の南峰にいまでも一部残っている。また、頂上近くの唐王殿（石鼓寺）には、李世民の像もまつられている。ただし、太宗が自ら高句麗遠征に参加したことは事実だが、彼が実際に金州まで来たかどうかは、疑問とする学者も多い。
日清・日露両大戦で、日本軍は遼東半島の東海岸に上陸して、当時は「大和尚山」と呼ばれた大黒山を目印として、まず近くの金州を攻撃し、そこからさらに南西方面へ旅順港を攻撃している。
第二次世界大戦終了後は、頂上に中国人民解放軍の無線通信は設置され、軍隊も駐屯している。

## 名勝
次のような名勝がある。
- 勝水寺観音閣（廟会は旧暦3月16日で、その前後3日間は大連大学から射撃場までの道に屋台が盛大に並ぶ）
- 点将台と卑沙城跡
- 唐王殿（石鼓寺）
- 朝陽寺
- 響水観（道教）と瑶琴洞
- 大黒山水の水源

古来有名な「金州古八景」の4つ（響泉消夏・南閣飛雲・山城掛月・朝陽霽雪）が大黒山にある。

## 登山路
大黒山はさまざまに登山が楽しめ、登山路入口のおもなものは4つある。
- 西南口

快軌の開発区駅から4路バスに乗り、終点・杏林小区で下りて、北へ行き、川の左岸を歩き、初めての谷の手前で、南嶺を登山して、もとの谷へ下りる。
注意：ここから大黒山頂上へ登るには、「軍事禁区」とある軍隊の駐屯地を通る可能性が大で、つかまると身分証・パスポートの提出、写真も消去などを求められるので、ここから頂上登山はしないように。
- 西口

上と同様にバスを降りて、左の鳳凰山と右の大黒山の間の道を30分ほど歩き、正式入口から入って、階段状の道を登り、唐王殿（石鼓寺）を経て、点将台・卑沙城跡の台地に達して、そこから階段を登り一気に頂上へ至る。
- 朝陽寺口

タクシーで上の西口を過ぎて、朝陽寺まで行き、そこから大黒山へ登ると、上記の縦走路のなかほどに出るので、そこからは西口または東北口を目指す。
- 東北口

大連大学でバスを降りて、大黒山方面へ30分ほど歩いて射撃場から勝水寺観音閣へ上がり、そこから南へ大黒山を縦走して、頂上へ達して、西口へ下山する。
特に西口コースは、東京都の高尾山、大阪府の生駒山、神戸市の六甲山に相当する、大連市民が一度は行く、ポピュラーな行楽コースである。大黒山の頂上には軍隊の通信施設があり、そこには入れない。

## 参考
1. ↑  馬玉全著『大連文化之旅』（大連出版社、2007年）
2. ↑  遼東地方の高句麗遺跡（8）
3. ↑  金州古八景（中国語）
4. ↑  中国の山：大連・大黒山